# Sandra Kurfürst
Sandra Kurfürst (* 1980) ist eine deutsche Südostasienwissenschaftlerin und Hochschullehrerin. Sie ist seit 2021 Professorin für Interkulturelle und urbane Kommunikation am Institut für Ethnologie der Universität zu Köln.

## Werdegang
Kurfürst studierte an der Universität Bonn Regionalwissenschaften Südostasien und Vietnamesisch und schloss 2004 mit Diplom ab. Danach war sie wissenschaftliche Mitarbeiterin am Lehrstuhl für (Festland-)Südostasienkunde der Universität Passau. Nach einem Forschungsaufenthalt an der Vietnamesischen Nationaluniversität Hanoi promovierte sie 2011 in Passau mit einer stadtethnographischen Arbeit zu öffentlichen Räumen und Öffentlichkeiten in Hanoi. 
An der Universität Hamburg war Kurfürst 2011 wissenschaftliche Mitarbeiterin im DFG-Projekt „Megacities – megachallenges“ und dann Referentin für interne und externe Kommunikation in der Fakultätsverwaltung. Als Juniorprofessorin für „Cross-cultural and Urban Communication“ wurde sie 2013 an das Institut für Ethnologie der Universität zu Köln berufen. Seit 2020 ist sie stellvertretende Sprecherin des Global South Studies Center (GSSC) der Universität zu Köln, seit April 2021 hat sie in Köln eine Vollprofessur inne, nachdem sie den Ruf auf eine W3-Professur der Universität Passau abgelehnt hatte.
Ihre Interessengebiete sind Urbanismus, Medien und Kommunikation, Staat-Gesellschaft-Beziehungen, Entwicklung, Visualisierung in Mitmachprogrammen, audiovisuelle Methoden sowie Hip Hop. In regionaler Hinsicht befasst sie sich hauptsächlich mit Südostasien und dem Perlflussdelta in Südchina.

## Publikationen (Auswahl)
- Redefining public space in Hanoi. Places, practices and meaning. Berlin 2012, ISBN 978-3-643-90271-9.
- mit Béatrice Hendrich und Anna Malis (Hrsg.): Grenzüberschreitend forschen. Kulturwissenschaftliche Perspektiven auf Trans*Syndrome. Bielefeld 2017, ISBN 3-8376-3721-2.
- mit Stefanie Wehner (Hrsg.): Southeast Asian transformations. Urban and rural developments in the 21st century. Bielefeld 2020, ISBN 3-8376-5171-1.
- Dancing youth. Hip Hop and Gender in Late Socialist Vietnam. Bielefeld 2021, ISBN 978-3-8376-5634-3.